# José Alves Ferreira de Melo
José Alves Ferreira de Melo (Vila Nova de Lima, 15 de agosto de 1866— ?, ? de ?) foi um político brasileiro.

## História
Procedente do clã político dos Vaz de Melo, mudou-se, ainda em criança, com seus pais, para a cidade de Pará de Minas, mas sua carreira não se ateve a essa cidade, projetando-se como outros de seus ancestrais a esferas estaduais e nacionais.
Primeiro como promotor de justiça, depois como juiz municipal e enfim como advogado, teve tal atuação no meio mineiro, que lhe valeu a sua inclusão no restrito primeiro plano do ambiente jurídico, ao lado de outros como Francisco Mendes Pimentel, Carlos Peixoto, Edmundo Lins e Carvalho Mourão, que estiveram entre seus primeiros colegas na turma de diplomados de 1889 pela Escola de Direito do Largo da Sé, em São Paulo.
Filiou-se ao Partido Republicano Mineiro, e candidatou-se e foi eleito deputado estadual. Mudou-se para a capital, então, Belo Horizonte. Integrou o Tribunal Especial, cuja função era julgar senadores, deputados, desembargadores e outras autoridades.
A partir de 1915, integrou a Câmara Federal, sendo eleito por mandatos sucessivos, até 1922. Manteve estreita amizade com Ruy Barbosa, e ainda mais estreita com Artur Bernardes, que era casado com sua sobrinha.

## Desenvolvimentista
Foi devido a seu empenho enquanto deputado estadual, que a Estrada de Ferro Oeste de Minas construiu sua ligação rumo a Divinópolis, e a variante rumo a Pará de Minas, trazendo desenvolvimento para essas cidades.
Também foi um dos maiores incentivadores da fixação da indústria têxtil em Minas Gerais, ao lado do coronel Américo Teixeira Guimarães, atuando tanto como acionista fundador de várias indústrias têxteis, como também como advogado desses empreendimentos.

## Acervos museográficos
- Acervo do Projeto Sangue e Terra, SAM - Salas de Acervos Materiais, Departamento de Pesquisa, da Clio Museu de Cultura Material: bibliografias, documentos, e imagens, citada à cidade de Nova Lima, MG. Clio Museu de Cultura Material. Consulta in loco.

## Hemerografia
- Há cem anos nascia uma grande figura de Minas: José Alves Ferreira de Melo. Belo Horizonte: Jornal Estado de Minas, 14 de agosto de 1966, 2ª ed., p. 8, ano XXXIX, Nº 11.094.

## Outros artigos
- PINTO, João Lúcio Martins. Deputado José Alves: Breves Considerações Históricas.in 23/04/201.